# デイヴ・パーナー
デイヴ・パーナー（Dave Pirner、1964年4月16日 - ）は、アメリカ合衆国のソングライター、歌手、音楽プロデューサーで、オルタナティヴ・ロックのソウル・アサイラムのリード・ボーカルである。

## 初期の活動
パーナーはウィスコンシン州グリーンベイで生まれた。17歳のときにミネソタ州ミネアポリスへ移り、ドラムスの演奏を独学で学んだ。20歳のときに、ラウド・ファースト・ルールズという名のミネアポリスのパンク・ロック・バンドにドラマーとして加入し、カール・ミュラー（ベース）、ダン・マーフィー（ギター）と一緒に演奏した。パーナーはリズムギターとボーカル担当へ転向し、代わりにパット・モーリーがドラマーとして加入した。モーリーは後にグランド・ヤングに交代し、バンドの名前はソウル・アサイラムへ変更した。何年間か合衆国内をツアーで回って一部の熱心なファンを獲得したが、商業的にはあまり成功しなかった。パーナーはバンドのソングライターを担当し、1990年にはミネアポリスのメタル・バンドの Cope de Grace のアルバム『Cope De Grace』のプロデュースを務めた。

## 成功期
ソウル・アサイラムは、1992年にシングル「Runaway Train」を発表して劇的な成功を遂げ、続いてシングル「Black Gold」とアルバム『Grave Dancers Union』もヒットした。バンドの知名度が向上したため、パーナーはポール・ウェスターバーグ（リプレイスメンツ）、ジェイソン・カラバン、マイク・ワット、ジ・オータム・ディフェンス、ヴィクトリア・ウィリアムスなど様々なジャンルのアーティストのアルバムにゲスト出演するようになった。また、ブロンドのぼさぼさのドレッドヘアであるパーナーが多く出演することで、ファンや評論家はグランジ・ロック・シーンと結びつけた。
1999年までにソウル・アサイラムは 3作のアルバムを発表して活動を休止した。しかし、4年後にバンドは再結成し、曲の制作を始めた。ベーシストのカール・ミュラーは、2005年6月17日に食道癌により42歳で死去した。ミュラーの死の翌年、ソウル・アサイラムはミュラーに捧げられたアルバム『The Silver Lining』を発表した。このアルバムに収録された曲のおよそ半分は、ミュラーの演奏が使用された。ソウル・アサイラムは、パーナー（ギターとボーカル）、ダン・マーフィー（ギター）、マイケル・ブランド（ドラムス）、そしてミュラーに代わって加入したトミー・スティンソン（ベース）という新しいラインアップでツアーを行った。2012年7月17日にはアルバム『Delayed Reaction』を発表した。
パーナーは1994年の映画『バック・ビート』のサウンドトラックのために結成されたオールスターバンドのメンバーでもあった。また、ケヴィン・スミス監督の1997年の映画『チェイシング・エイミー』の音楽をパーナーは担当した。
2002年にはパーナーは最初のソロ・アルバム『Faces & Names』を発表した。さらに、ザ・ホールド・ステディが2006年に発表したアルバム『Boys and Girls in America』の収録曲「Chillout Tent」に、パーナーはゲスト・ボーカルとして参加した。
パーナーはルイジアナ州ニューオーリンズのバイウォーターで暮らしていて、ニューオリンズにレコーディング・スタジオを保有している。

## ディスコグラフィ（ソロ）
- Faces & Names （2002年）